# Equinox (norwegische Band)
Equinox war eine norwegische Thrash-Metal-Band aus Fredrikstad, die im Jahr 1988 gegründet wurde und sich im Jahr 1995 wieder trennte.

## Geschichte
Die Band wurde im Jahr 1988 von Grim Stene (E-Gitarre, Gesang), Ragnar „Raggen“ Westin (Schlagzeug), Skule Stene (E-Bass) und Tommy Skarning (E-Gitarre) gegründet. Noch im selben Jahr veröffentlichte sie das Demo What the Fuck Is This?. Während der Weihnachtszeit des Jahres begab sich die Band ins Athletic Sound Studio in Halden, um ihr Debütalbum Auf Wiedersehen aufzunehmen. Das Album wurde über ihr eigenes Label namens Laughing Deer veröffentlicht. Dadurch erhielt die Band im Jahr 1989 einen Vertrag bei BMG/RCA Records. Das Album wurde im selben Jahr neu veröffentlicht und es folgten Touren durch Norwegen. Auch trat die Band auf verschiedenen Festivals auf und spielte mit Bands wie Backstreet Girls, Old Funeral, Mayhem, Artch, Witchhammer, Aunt Mary, Red Harvest, Life But How to Live It, Tindrum und Cadaver. In diesen Jahren veröffentlichte sie mit The Way to Go im Jahr 1990 und Xerox Success im Jahr 1991 zwei weitere Alben. Zudem veröffentlichte sie auch einige EPs. Auf dem Album Labyrinth aus dem Jahr 1994 waren Gitarrist Tommy Skarning und Schlagzeuger Ragnar Westin nicht mehr zu hören. Sie wurden durch Espen Holm bzw. Jørn Wangsholm ersetzt. Die Band trennte sich noch im folgenden Jahr.

## Stil
Equinox spielte anfangs noch klassischen Thrash Metal. Mit späteren Veröffentlichungen wurde das Spiel hingegen technischer und experimenteller. Auf ihrem Myspace-Profil gibt die Band Mercyful Fate, Black Sabbath, Voivod, Dead Kennedys, Metallica, Megadeth, AC/DC, Celtic Frost und Frank Zappa als ihre Haupteinflüsse an.

## Diskografie
- 1988: What the Fuck Is This? (Demo, Eigenveröffentlichung)
- 1988: Auf Wiedersehen (Album, Laughing Deer)
- 1989: Auf Wiedersehen (Wiederveröffentlichung des Albums, BMG/RCA Records)
- 1990: Skrell (EP, BMG/RCA Records)
- 1990: The Way to Go (Album, BMG/RCA Records)
- 1991: Xerox Success (Album, BMG/RCA Records)
- 1992: Nuh! (EP, BMG/RCA Records)
- 1994: Labyrinth (Album, Progress Records)